# Bandeiras britânicas das invasões inglesas conservadas pela Argentina

Escudo de armas de Santiago de Liniers, que utilizou como vice-rei do Rio da Prata. Observe-se as seis bandeiras capturadas dos britânicos.

Bandeira do 1º batalhão de Regimento n.º 71 Highlanders capturada durante a primeira invasão inglesa em 1806 e exibido ao público como troféu de guerra no convento de Santo Domingo, da cidade de Buenos Aires.

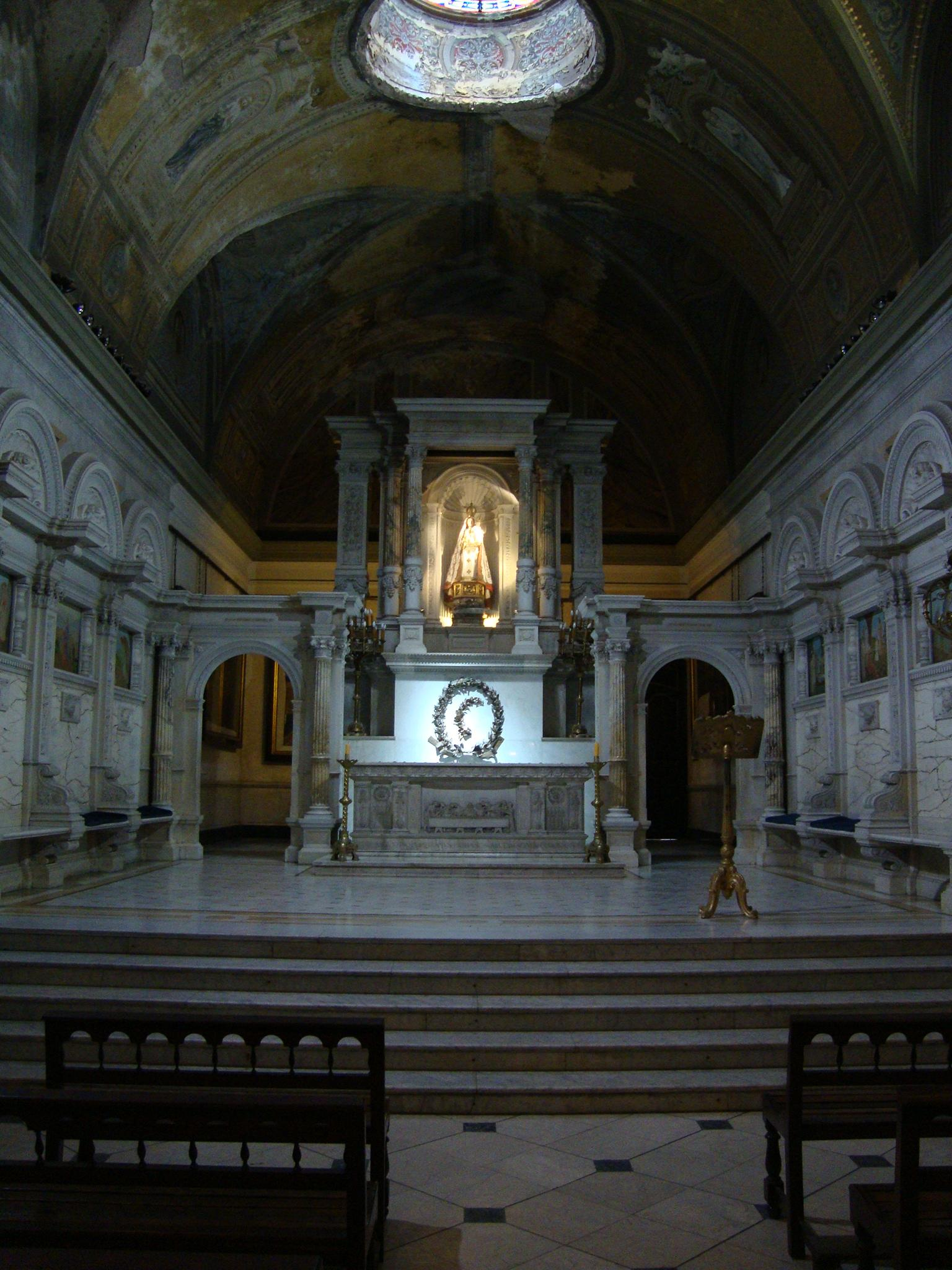
Basílica de Nossa Senhora do Rosario e convento de Santo Domingo da cidade de Buenos Aires.

Durante as frustradas invasões britânicas ao Vice-reino do Rio da Prata os espanhóis capturaram seis bandeiras e um estandarte dos britânicos, que continuam em poder de Argentina até a atualidade. 

Bandeira do 2º batalhão do Regimento n.º 71 do exército britânico exibida ao público como troféu de guerra no convento de Santo Domingo. Observe-se que o 2º batalhão não tinha a mordomia de portar a coroa e as iniciais bordadas em ouro: G. R. (Georgius Rex) em suas bandeira.

Em 27 de junho de 1806, durante a Primeira Invasão Inglesa, as tropas do Reino Unido ao comando do general William Beresford atacaram e conquistaram Buenos Aires, a capital vice-reino. O capitão de navio (equivalente a Capitão de mar e guerra) Santiago de Liniers à frente de tropas alistadas em Montevideo e voluntários locais recuperou a cidade para a monarquia espanhola em 12 de agosto de 1806. Nesse dia os soldados do vice-reino capturaram quatro bandeiras das tropas britânicas e um estandarte. Mantidos em caráter de troféus de guerra até a atualidade, as quatro bandeiras conservam-se no Convento de Santo Domingo e o estandarte no Museu Nacional do Cabildo e a Revolução de Maio, ambos em Buenos Aires.
Durante a Segunda Invasão Inglesa as forças britânicas renderam-se em Buenos Aires em 7 de julho de 1807, perdendo dois dias antes duas bandeiras que se exibem no altar da Virgem de Nossa Senhora do Rosário do Milagre, na parte superior da basílica de Santo Domingo, na cidade de Córdoba.

## Bandeiras conservadas no Convento de Santo Domingo de Buenos Aires

Bandeira do Regimiento Green de Santa Elena (ou do Regimiento de Infantaria n.º 95 The Rifle Regiment) capturada durante a segunda invasão inglesa em 1807 e conservada na basílica de Santo Domingo da cidade de Córdoba.

Estandarte do Regimento n.º 71 Highlanders exibido ao público como troféu de guerra no Museu Histórico Nacional do Cabildo e da Revolução de Maio.

No convento de Santo Domingo e basílica de Nossa Senhora do Rosário em Buenos Aires, depois do altar da nave lateral, encontram-se em exibição duas bandeiras pertencentes ao 1° e ao 2° batalhão do Regimento n.º 71 Highlanders, uma unidade escocesa do Exército Britânico. Acham-se ali também duas bandeiras da Marinha Real Britânica, uma correspondente a um Real Batalhão de Marina (os Royal Blues) e outra a um estandarte naval que os ocupantes britânicos içavam no mastro do parque da Praça de touros no Retiro.

Bandeira do Batalhão dos Royal Marines (Royal Blues) capturada durante a primeira invasão inglesa em 1806 e exibido ao público como troféu de guerra.

As duas bandeiras do Regimento n.º 71 Highlanders foram reconquistadas em 5 de julho de 1807 no convento de Santo Domingo pelas forças do general Robert Craufurd, sendo uma delas arvorada nele brevemente até a rendição e subsequente recaptura das bandeiras pelos soldados do vice-reino em Montevidéu.
O rei de Espanha dispôs em 12 de abril de 1807 conceder a Montevidéu o título de Muito Fiel e Reconquistadora, e que ao Escudo de suas Armas, possa acrescentar as bandeiras Inglesas abatidas que obteve em dita reconquista. Por essa razão foram acrescentadas ao escudo da cidade 4 bandeiras britânicas abatidas.

Em 1815 —ratificado por real ordem 21 de março de 1816— o rei Fernando VII de Espanha concedeu a Luis Liniers, filho de Santiago, que: acrescente o herdeiro a suas armas as quatro bandeiras que tomou seu pai. Em 1828 o rei dispôs ao respeito: que são dois do regimento num. 71, a do Terço de Marinha, que é um Jaque em fundo vermelho, e a dos Riffles, colorada, com uma caveira negra.

Bandeira de um dos transportes navais britânicos capturada durante a segunda invasão inglesa em 1807 e oferecida pelo vicerei Liniers em gratidão pela vitória à Virgem de Nossa Senhora do Rosario do Milagre, da basílica de Santo Domingo da cidade de Córdoba.